# Damernas åtta med styrman i rodd vid olympiska sommarspelen 2000
Damernas åtta med styrman i rodd vid olympiska sommarspelen 2000 avgjordes mellan den 18 och 24 september 2000.

## Medaljörer
| Gren             | Guld | Silver | Brons |
| Åtta med styrman | Rumänien Veronica Cochelea Georgeta Damian Maria Magdalena Dumitrache Liliana Gafencu Elena Georgescu Doina Ignat Elisabeta Lipă Ioana Olteanu Viorica Susanu | Nederländerna Tessa Appeldoorn Carin ter Beek Pieta van Dishoeck Elien Meijer Eeke van Nes Nelleke Penninx Martijntje Quik Anneke Venema Marieke Westerhof | Kanada Buffy Alexander Laryssa Biesenthal Heather Davis Alison Korn Theresa Luke Heather McDermid Emma Robinson Lesley Thompson Dorota Urbaniak |

## Resultat

### Heat

#### Heat 1
| Placering | Roddare                                                                                        | Land           | Tid     | Noteringar |
| --------- | ---------------------------------------------------------------------------------------------- | -------------- | ------- | ---------- |
| 1         | Cochela, Damian, Dumitrache, Gafencu, Georgescu, Ignat, Lipă, Olteanu, Susanu                  | Rumänien       | 6:06,66 | A          |
| 2         | Davies, Foulkes, Kininmonth, Larsen, Martin, Roberts, Robinson, Thompson, Winter               | Australien     | 6:17,44 | R          |
| 3         | Bazilevskaja, Beraznjova, Bitjyk, Helach, Chachlova, Kuzmar, Tratseuskaja, Zachareuskaja, Znak | Belarus        | 6:19,02 | R          |
| 4         | Beever, Carroll, Eyre, Laverick, Mackenzie, Miller, Sanders, Trickey, Zino                     | Storbritannien | 6:19,49 | R          |

#### Heat 2
| Placering | Roddare                                                                               | Land          | Tid     | Noteringar |
| --------- | ------------------------------------------------------------------------------------- | ------------- | ------- | ---------- |
| 1         | Appledoorn, ter Beek, van Dishoeck, Meijer, van Nes, Penninx, Quik, Venema, Westerhof | Nederländerna | 6:11,29 | A          |
| 2         | Alexander, Biesenthal, Davis, Korn, Luke, McDermid, Robinson, Thompson, Urbaniak      | Kanada        | 6:13,60 | R          |
| 3         | Folk, Fuller, Jones, Maloney, Martin, McCagg, Miller, Nelson, Shah                    | USA           | 6:17,37 | R          |

### Återkval
| Placering | Roddare                                                                                        | Land           | Tid     | Noteringar |
| --------- | ---------------------------------------------------------------------------------------------- | -------------- | ------- | ---------- |
| 1         | Folk, Fuller, Jones, Maloney, Martin, McCagg, Miller, Nelson, Shah                             | USA            | 6:17,36 | A          |
| 2         | Alexander, Biesenthal, Davis, Korn, Luke, McDermid, Robinson, Thompson, Urbaniak               | Kanada         | 6:17,62 | A          |
| 3         | Davies, Foulkes, Kininmonth, Larsen, Martin, Roberts, Robinson, Thompson, Winter               | Australien     | 6:17,72 | A          |
| 4         | Bazilevskaja, Beraznjova, Bitjyk, Helach, Chachlova, Kuzmar, Tratseuskaja, Zachareuskaja, Znak | Belarus        | 6:19,42 | A          |
| 5         | Beever, Carroll, Eyre, Laverick, Mackenzie, Miller, Sanders, Trickey, Zino                     | Storbritannien | 6:23,46 |            |

### Final
| Placering | Roddare                                                                                        | Land          | Tid     | Noteringar |
| --------- | ---------------------------------------------------------------------------------------------- | ------------- | ------- | ---------- |
| 1         | Cochelea, Damian, Dumitrache, Gafencu, Georgescu, Ignat, Lipă, Olteanu, Susanu                 | Rumänien      | 6:06,44 |            |
| 2         | Appeldoorn, ter Beek, van Dishoeck, Meijer, van Nes, Penninx, Quik, Venema, Westerhof          | Nederländerna | 6:09,39 |            |
| 3         | Alexander, Biesenthal, Davis, Korn, Luke, McDermid, Robinson, Thompson, Urbaniak               | Kanada        | 6:11,58 |            |
| 4         | Bazilevskaja, Beraznjova, Bitjyk, Helach, Chachlova, Kuzmar, Tratseuskaja, Zachareuskaja, Znak | Belarus       | 6:13,57 |            |
| 5         | Davies, Foulkes, Kininmonth, Larsen, Martin, Roberts, Robinson, Thompson, Winter               | Australien    | 6:15,16 |            |
| 6         | Folk, Fuller, Jones, Maloney, Martin, McCagg, Miller, Nelson, Shah                             | USA           | 6:16,87 |            |